# 共和党 (巴西)
共和黨（葡萄牙語：Republicanos），前称市政主义革新党、巴西共和党，是巴西的一個政黨。該黨成立於2005年8月，主張經濟自由主義， 創始人為馬塞洛·克里維拉。巴西共和黨與天國普世教會有密切的聯繫。
2022年，共和黨擁有495136名成員。 2022年巴西大選中，該黨在巴西眾議院獲得41個席位，在巴西聯邦參議院則是獲得3個席位。 